# Stanisław Kryński (filolog)
Stanisław Kryński (ur. 1948) – polski filolog polski, specjalizujący się w literaturoznawstwie i historii literatury polskiej XX wieku; nauczyciel akademicki związany z Uniwersytetem Rzeszowskim.

## Życiorys
Urodził się w 1948 roku. Po ukończeniu szkoły podstawowej i średniej oraz pomyślnie zdanym egzaminie maturalnym w 1967 roku podjął studia na kierunku filologia polska w Wyższej Szkole Pedagogicznej w Rzeszowie. Zakończył je w 1972 roku zdobywając tytuł zawodowy magistra. Bezpośrednio po ukończeniu studiów podjął pracę zawodową na swojej macierzystej uczelni (od 2001 roku Uniwersytet Rzeszowski), zostając asystentem w Instytucie Filologii Polskiej. Jednocześnie kontynuował studia doktoranckie na Uniwersytecie Jagiellońskim w Krakowie. W 1982 roku uzyskał tam stopień naukowy doktora nauk humanistycznych w zakresie literaturoznawstwa. Wraz z nowym tytułem otrzymał awans na stanowisko adiunkta. W 1995 roku przeniósł się do Centrum Kultury i Języka Polskiego dla Polaków z Zagranicy i Cudzoziemców WSP w Rzeszowie, gdzie był wykładowcą.
W 2007 roku Rada Wydziału Polonistyki Uniwersytetu Jagiellońskiego nadała mu stopień naukowy doktora habilitowanego nauk humanistycznych w zakresie literaturoznawstwa o specjalności historia literatury polskiej XX w. na podstawie rozprawy nt. Artysta – świat. W kręgu międzywojennej powieści o artyście. W 2008 roku otrzymał stanowisko profesora nadzwyczajnego w Instytucie Historii. Zajął się tam organizacją Zakładu Kulturoznawstwa, będąc jego pierwszym kierownikiem.

## Dorobek naukowy
Zainteresowania naukowe Stanisława Kryńskiego koncentrują się wokół problematyki związanej z literaturą polską XIX–XXI wieku: antropologią literatury, międzywojenną powieścią o artyście, literaturą Kresów Południowo-Wschodnich, mitem Galicji w prozie narracyjnej. Do jego najważniejszych prac należą:
- Wizja rewolucji we wczesnej prozie Andrzeja Struga (1902–1912), Rzeszów 1989.
- Od Koźmiana do Czernika. Studia i szkice o literaturze polskiej XIX i XX wieku, Rzeszów 1992.
- Artysta – świat. W kręgu międzywojennej powieści o artyście, Rzeszów 2003.